# De Lamere
De Lamere è un census-designated place (CDP) degli Stati Uniti d'America, situato nello Stato del Dakota del Nord, nella contea di Sargent. Secondo il censimento del 2020 gli abitanti di De Lamere ammontavano a 25.